# Anabate montagnard
Anabacerthia striaticollis
Espèce
Répartition géographique
Statut de conservation UICN

 LC  : Préoccupation mineure
L'Anabate montagnard (Anabacerthia striaticollis) est une espèce d'oiseaux de la famille des Furnariidae, endémique de la cordillère sud-américaine.

## Répartition et sous-espèces
Selon la classification de référence du Congrès ornithologique international (15.1, 2025) :
- A. s. anxia (Bangs, 1902) — sierra Nevada de Santa Marta ;
- A. s. perijana Phelps & Phelps Jr, 1952 — serranía de Perijá ;
- A. s. venezuelana (Hellmayr, 1911) — cordillère de la Costa (Venezuela) ;
- A. s. striaticollis Lafresnaye, 1841 — Andes colombiennes et vénézueliennes ;
- A. s. montana (Tschudi, 1844) — Andes équatoriennes et péruviennes ;
- A. s. yungae (Chapman, 1923) — Andes sud-péruviennes et boliviennes.

## Systématique
L'espèce Anabacerthia striaticollis a été décrite pour la première fois en 1841 par l'ornithologue français  Frédéric de Lafresnaye (1783-1861).